# Église Sainte-Marguerite de Versaugues
L'église Sainte-Marguerite de Versaugues est une église située sur le territoire de la commune de Versaugues, dans le département français de Saône-et-Loire et la région Bourgogne-Franche-Comté.

## Historique
La présence d’une église à Versaugues est attestée depuis le Xe siècle mais l'église actuelle a été construite au XIe siècle, dans le style roman. 
Elle a cependant été remaniée de façon régulière, aux XIIIe et XIVe siècles, puis aux XVIIe, XVIIIe et XIXe siècles, ce qui confère à ce édifice un aspect assez peu homogène.

## Description
L'église de Versaugues, l'une des nombreuses églises parsemant le Brionnais, est d'apparence romane, avec les murs de sa nef en opus spicatum et son chœur à deux travées voûtées et chevet plat.
Le linteau de la porte latérale porte l'inscription de l'année 1772, et la porte occidentale celle de l'année 1835, date de l'agrandissement d'une travée.
L'intérieur de l'édifice se compose d'une nef plafonnée, sans transept, éclairée de chaque côté par deux fenêtres en plein cintre, garnies de vitraux modernes. 
La plus petite des deux cloches abritées dans le clocher porte l'inscription « L'an 1803, j'ai été bénie par Laurent Malherbe curé de Versaugues – J'ai eu pour parrain M. Abel de Vichy et pour marraine Madame Marie Couillot de Vichy – Morgat maire ».

## Mobilier
Deux statues de la fin du XVIIIe représentent sainte Marguerite et une Vierge à l'Enfant.

## Culte
Édifice consacré du diocèse d'Autun relevant de la paroisse du Sacré-Cœur en Val d'Or (siège à Paray-le-Monial) – qui en est affectataire au titre de la loi de 1905 –, l'église de Versaugues est un lieu de culte catholique.